# Tour de France de 1998
O Tour de France 1998 foi a 85º Volta a França.

## Resultados

### Classificação geral
| Class. | Nome               | País           | Equipa           | Tempo (Vel. Média) |
| ------ | ------------------ | -------------- | ---------------- | ------------------ |
| 1      | Marco Pantani      | Itália         | Mercatone Uno    | 92h 49' 46"        |
| 2      | Jan Ullrich        | Alemanha       | Deutsche Telekom | 3' 21"             |
| 3      | Bobby Julich       | Estados Unidos | Cofidis          | 4' 08"             |
| 4      | Christophe Rinero  | França         | Cofidis          | 9' 16"             |
| 5      | Michael Boogerd    | Países Baixos  | Rabobank         | 11' 26"            |
| 6      | Jean-Cyril Robin   | França         | U.S. Postal      | 14' 57"            |
| 7      | Roland Meier       | Suíça          | Cofidis          | 15' 13"            |
| 8      | Daniele Nardello   | Itália         | Mapei            | 16' 07"            |
| 9      | Giuseppe Di Grande | Itália         | Mapei            | 17' 35"            |
| 10     | Axel Merckx        | Bélgica        | Polti            | 17' 39"            |

## Caso Festina
A prova ficou marcada pelo Caso Festina.